# Lawrence Sydney Nicasio
Lawrence Sydney Nicasio (Dangriga, 5 settembre 1956 – Belize, 1º gennaio 2024) è stato un vescovo cattolico beliziano.

## Biografia
Nacque il 5 settembre 1956 a Dangriga.
Dopo avere conseguito il diploma di scuola superiore a Dangriga si diplomò al Belize Teachers College (ora Università del Belize) nella città di Belize ed insegnò per diversi anni nelle scuole, diventando poi direttore delle scuole cattoliche del distretto di Toledo. Nel 1981 cominciò gli studi per la formazione al sacerdozio, studiando al Kenrich-Glennon Seminary a Shrewsbury in Missouri, dove conseguì il bachelor of arts in filosofia al Cardinal Glennon Seminary e il master of divinity in teologia al Kenrich Theological Seminary. 
Il 16 giugno 1989 fu ordinato prete dal vescovo Osmond Peter Martin. Successivamente fu vice parroco a Belmopan fino al 1995, parroco a Orange Walk Town fino al 2006 e successivamente parroco a Belize. 
Il 26 gennaio 2017 papa Francesco lo nominò vescovo di Belize-Belmopan. Ricevette la consacrazione episcopale il 13 maggio dello stesso anno per imposizione delle mani dell'arcivescovo Léon Kalenga Badikebele.
Morì il 1º gennaio 2024 a Belize all'età di 67 anni a causa di un tumore.

## Genealogia episcopale
La genealogia episcopale è:
- Cardinale Scipione Rebiba
- Cardinale Giulio Antonio Santori
- Cardinale Girolamo Bernerio, O.P.
- Arcivescovo Galeazzo Sanvitale
- Cardinale Ludovico Ludovisi
- Cardinale Luigi Caetani
- Cardinale Ulderico Carpegna
- Cardinale Paluzzo Paluzzi Altieri degli Albertoni
- Papa Benedetto XIII
- Papa Benedetto XIV
- Cardinale Enrico Enriquez
- Arcivescovo Manuel Quintano Bonifaz
- Cardinale Buenaventura Córdoba Espinosa de la Cerda
- Cardinale Giuseppe Maria Doria Pamphilj
- Papa Pio VIII
- Papa Pio IX
- Cardinale Gustav Adolf von Hohenlohe-Schillingsfürst
- Arcivescovo Salvatore Magnasco
- Cardinale Gaetano Alimonda
- Cardinale Agostino Richelmy
- Vescovo Giuseppe Castelli
- Vescovo Gaudenzio Binaschi
- Arcivescovo Albino Mensa
- Cardinale Tarcisio Bertone, S.D.B.
- Arcivescovo Léon Kalenga Badikebele
- Vescovo Lawrence Sydney Nicasio